# Nombre de capil·lar
|  | No s'ha de confondre amb Nombre de capil·laritat. |

El nombre de capil·lar {\displaystyle (Ca)} és un nombre adimensional que s'utilitza en la mecànica de fluids. Representa la relació entre les forces viscoses i la tensió superficial que actuen a través d'una interfície entre un líquid i un gas o entre dos líquids immiscibles; per exemple, una bombolla d'aire en un flux líquid tendeix a deformar-se per la fricció del flux del líquid a causa dels efectes de la viscositat, però les forces de tensió superficial tendeixen a minimitzar la superfície. També s'utilitza per caracteritzar l'atomització dels líquids.
Es defineix de la següent manera :
{\displaystyle Ca={\frac {v\;\mu }{\sigma }}}
on :
- v = velocitat característica
- μ = viscositat dinàmica del líquid,
- σ = tensió superficial entre les dues fases del líquid.

Per als nombres de capil·lar baixos (menor de 10-5, com a regla general), el flux dels medis porosos està dominat per les forces capil·lars, mentre que per a nombres de capil·lar alts, les forces capil·lars són insignificants en comparació amb les forces viscoses.